# Annales ecclesiastici

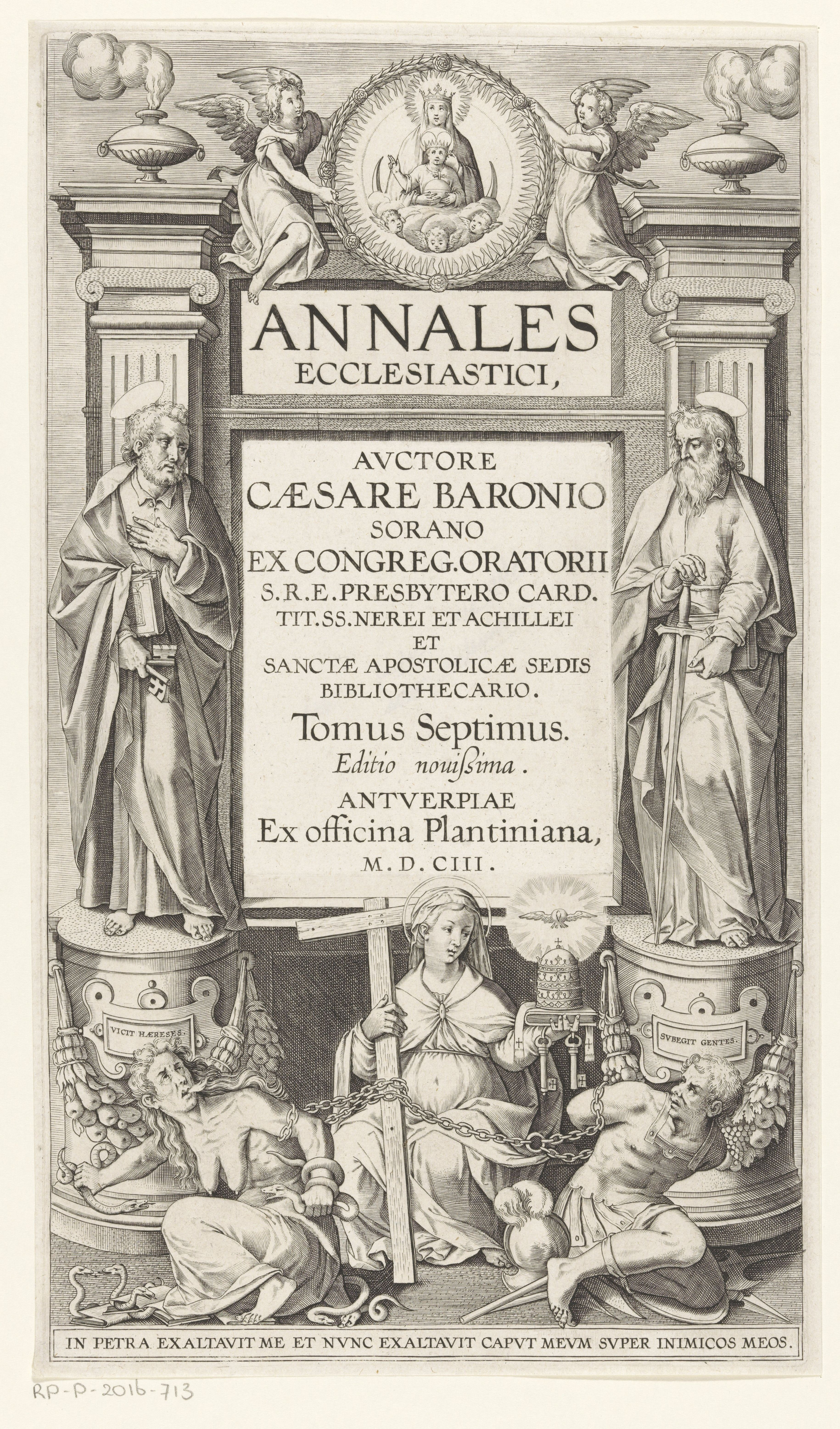
Annales Ecclesiastici, Titelseite Bd. VII (1603) in der Antwerpener Ausgabe

Die Annales ecclesiastici (lat.; „Kirchliche Annalen“), mit dem vollständigen Titel Annales ecclesiastici a Christo nato ad annum 1198 („Kirchliche Annalen von Christi Geburt bis zum Jahr 1198“), sind ein monumentales kirchengeschichtliches Werk von Cesare Baronio, das erstmals zwischen 1588 und 1607 veröffentlicht wurde.

## Hintergrund und Entstehung
Die Annales Ecclesiastici waren ein Gegenentwurf zu den protestantischen Magdeburger Centurien, die seit 1559 erschienen. So, wie deren Autoren beanspruchten, die Geschichte belege die lange Tradition der protestantischen Lehre seit der Urkirche, wollte Baronio umgekehrt nachweisen, dass die katholische Kirche seiner Gegenwart in ungebrochener Tradition der Kirchengeschichte seit apostolischen Zeiten stehe. Den papstkritischen Kommentaren der Centurien stellte Baronio dezidiert apologetische Kommentare gegenüber. 
Seit dem Konzil von Trient hatte es bereits, vor allem im Umkreis der sogenannten Correctores Romani, mehrere ähnliche Versuche gegeben, eine Kirchengeschichte aus gegenreformatorischer Perspektive zu schreiben. Baronio begann vermutlich ab 1577 oder nicht viel später an den Annales zu arbeiten; er stand damals in engem Austausch mit Guglielmo Sirleto, dessen Unterstützung entscheidend für den Zugang zu den Beständen der Biblioteca Apostolica war. Teilweise wurde angenommen, die Initiative zum Werk sei von Philipp Neri ausgegangen. Sicher ist, dass Baronio 1579 an den Annales arbeitete und der erste Band 1588 gedruckt wurde.